# Bohuslavice (ort i Tjeckien, Olomouc, lat 49,62, long 16,96)
Bohuslavice är en ort i Tjeckien.   Den ligger i regionen Olomouc, i den östra delen av landet, 190 km öster om huvudstaden Prag. Bohuslavice ligger 406 meter över havet och antalet invånare är 513.
Terrängen runt Bohuslavice är kuperad norrut, men söderut är den platt. Terrängen runt Bohuslavice sluttar österut. Runt Bohuslavice är det ganska tätbefolkat, med 111 invånare per kvadratkilometer. Närmaste större samhälle är Prostějov, 19,9 km sydost om Bohuslavice. Trakten runt Bohuslavice består till största delen av jordbruksmark.